# Revue de Kalisch

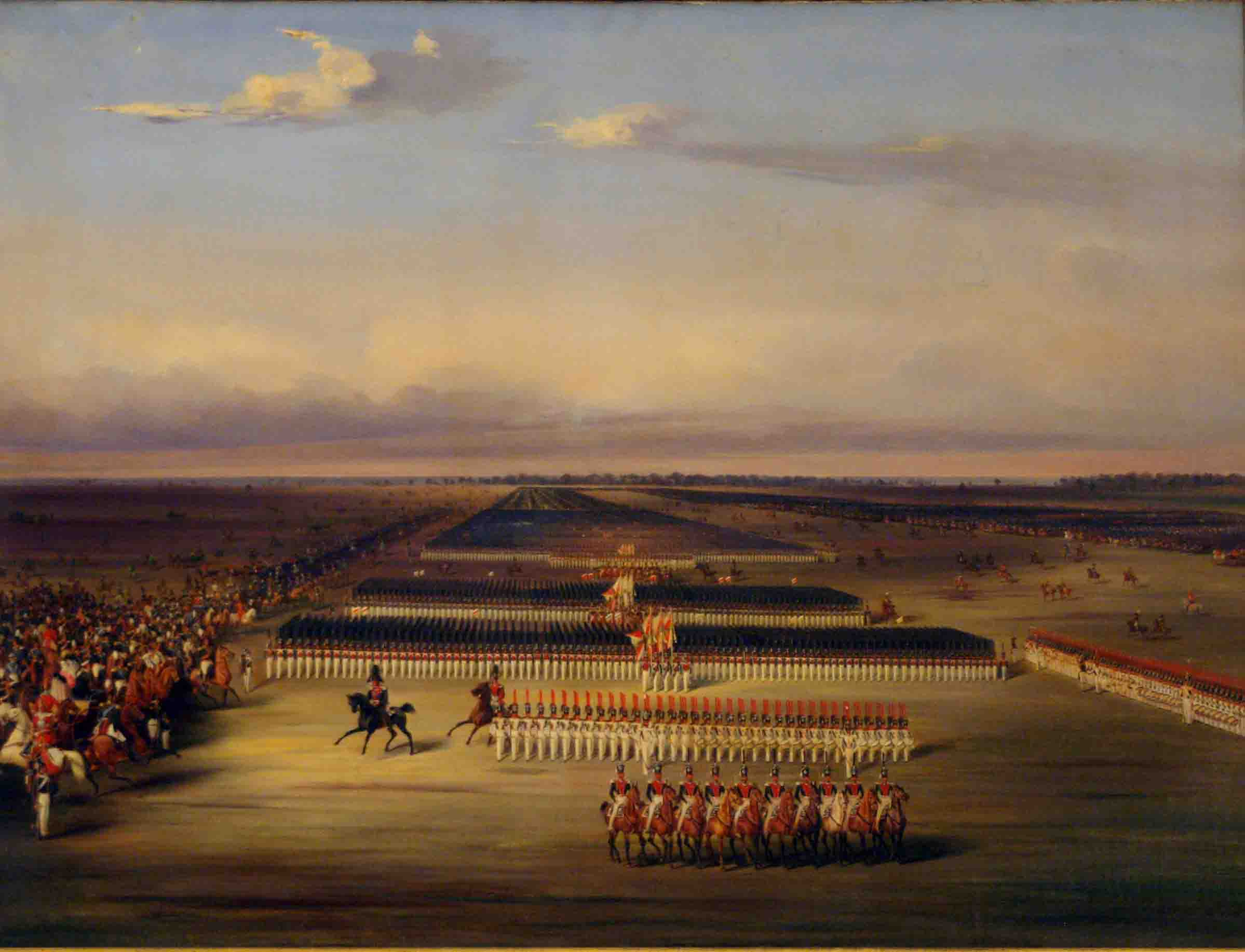
Entrée des troupes prussiennes à Kalisch.

La revue de Kalisch est un rassemblement militaire, comprenant un grand défilé, organisé conjointement par le royaume de Prusse et l'Empire russe dans la Pologne du Congrès à Kalisz (Kalisch en allemand) en 1835.

## Déroulement
La devise de la revue est « Le vrai pouvoir naît de l'union intime ». Plus de 60 000 soldats, avec plus de 7 000 chevaux et 136 canons, sont réunis du 12 au 22 septembre 1835 à Kalisch, dont plus de 4 500 Prussiens. Cette démonstration de force vise à renforcer les liens politiques étroits entre la Prusse et la Russie auprès de l'opinion publique européenne, compte tenu également du soulèvement polonais de novembre 1830 qui a été écrasé en 1831. Le choix de l'emplacement rappelle symboliquement le traité de Kalisz, que la Russie et la Prusse ont conclue en février 1813 lors de la guerre de la Sixième Coalition contre la France de Napoléon.
La revue à Kalisch n'est pas une manœuvre conventionnelle, aucune faction opposée n'est formée pour simuler un combat ; le but est que les commandants supérieurs puissent pratiquer le déploiement de plusieurs corps d'une armées combinée. De plus, c'est un spectacle de performance des armées amies avec des démonstrations de leurs propres compétences, telles que des démonstrations équestres des Cosaques et des Circassiens, l'exercice conjoint et la découverte des particularités respectives.
Le commandant suprême des troupes est le tsar Nicolas Ier, tandis que les troupes prussiennes sont commandées par le prince Guillaume, qui devient plus tard le roi et l'empereur Guillaume Ier.
Le point culminant de la revue est le 18 septembre 1835 un grand concert avec plus de 2 000 musiciens militaires. Une marche tombée dans l'oubli, composée par Frédéric-Guillaume III à l'âge de dix ans, y est interprétée pour la première fois. Cette marche est ensuite utilisée comme marche de présentation (de) par la plupart des régiments de l'armée et est nommée ainsi. La Bundeswehr la joue encore aujourd'hui.
Un grand feu d'artifice marque la fin de l'événement. 45 000 fusées contenant 12 000 livres de poudre sont tirées ce soir-là. Les plus grosses fusées pèsent trois livres, les feux d'artifice coûtent 100 000 thalers.